# Île de la Batture
L'île de la Batture est une île du fleuve Saint-Laurent située au large de Sainte-Anne-de-la-Pérade, au Québec. Inhabitée et boisée, elle est longue de 1 200 m et large d'environ 300 mètres.

## Géographie
Sa superficie est évaluée entre 18,7 ha et 28,3 ha. S'élevant peu au-dessus du fleuve, l'île représente le point le plus bas de la région de la Mauricie.
L'île est composée d'un bas marais et de marécages. Le poulamon atlantique y est très présent. On peut y observer entre autres la pygargue à tête blanche.

## Histoire
Son nom, faisant référence à sa position géographique sur la batture du fleuve, a été adopté par la Commission de toponymie le 18 décembre 1979. Elle a également porté le nom de « île du Large » précédemment.
Le 17 mai 1992, les rivages de l'île subissent un déversement de 5000 litres de mazout lourd.